# Hanna Maljarová
Hanna Vasylivna Maljarová (ukrajinsky Ганна Василівна Маляр; * 28. července 1978 Kyjev) je ukrajinská právnička a pedagožka, která od 4. srpna 2021 působí jako jedna z několika náměstků ministra obrany pod vedením premiéra Denyse Šmyhala. Je absolventkou Mezinárodního jazykovědného a právního institutu v Kyjevě a před nástupem do státních služeb působila na stejném institutu jako docentka.

## Mládí avzdělání
Hanna Maljarová se narodila 28. července 1978 v Kyjevě, který byl v té době součástí Ukrajinské sovětské socialistické republiky, svazové republiky Sovětského svazu. V roce 2000 absolvovala kyjevský Mezinárodní institut jazykovědy a práva. Právo vykonávat advokátní praxi získala v roce 2007.

## Kariéra
V roce 2010 pracovala ve Státním výzkumném ústavu celních záležitostí jako zástupkyně vedoucího oddělení pro právní záležitosti.
V letech 2013–2020 přednášela na Národní škole soudců Ukrajiny v oboru trestně-právní kvalifikace agresivních válečných a jiných trestných činů spáchaných ve válečných zónách.
V roce 2018 působila jako školitelka útvarů strategické komunikace Služby bezpečnosti Ukrajiny.
Od roku 2020 působí jako externí konzultantka výboru parlamentu Ukrajiny pro národní bezpečnost, obranu a rozvědku.
4. srpna 2021 byla Maljarová jmenována náměstkyní ministra obrany.
Během čtvrtého měsíce ruské invaze na Ukrajinu v roce 2022 Maljarová uvedla, že vojenské síly a palebná síla Ruska převyšují vojenské síly a palebnou sílu Ukrajiny přibližně desetinásobně. 7. července 2022 Maljarová prohlásila, že v této době není nutné zavádět odvody žen a že k tomuto datu se dobrovolně mobilizovalo asi 1 000 žen.